# Guerra de Saintonge
La Guerra de Saintonge va ser un encontre dinàstic feudal que es va produir l'any 1242 entre las forces de Lluís IX de França i les d'Enric III d'Anglaterra. Saintonge és una regió al voltant de Saintes, en el centre-oest de França. El conflicte té el seu origen en el fet que alguns vassalls de Lluís estaven en disgust amb l'adquisició del seu germà, Alfons, del comtat de Poitou. Els francesos derrotaren decisivament els anglesos en la batalla de Taillebourg i va concloure la lluita en el lloc de Saintes, però degut a les trames dinàstiques i el desig de partir cap una croada, Lluís no adjuntà Guiena.